# Cotinga cayana
Cotinga cayana là một loài chim trong họ Cotingidae.

## Hình ảnh

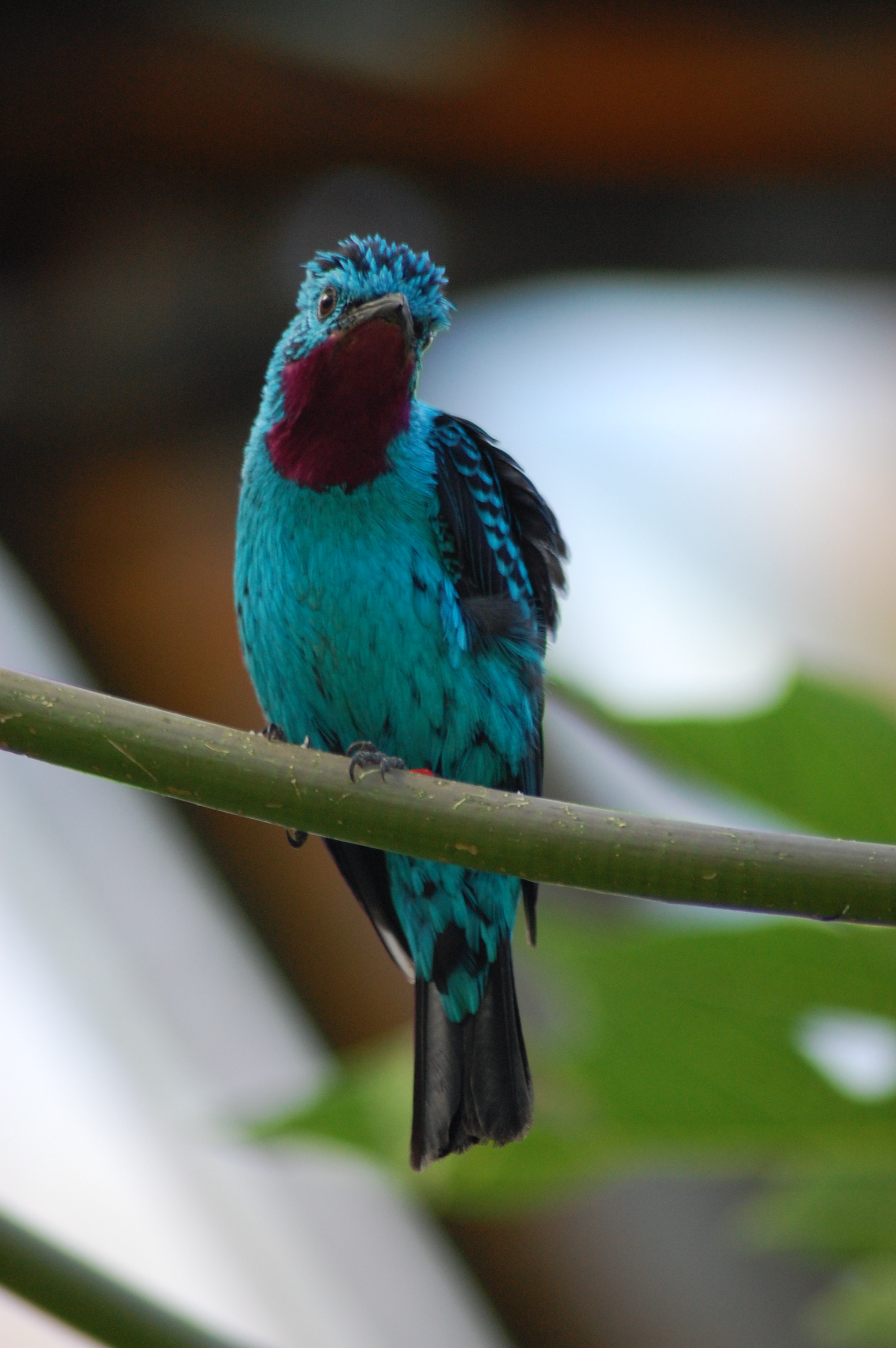
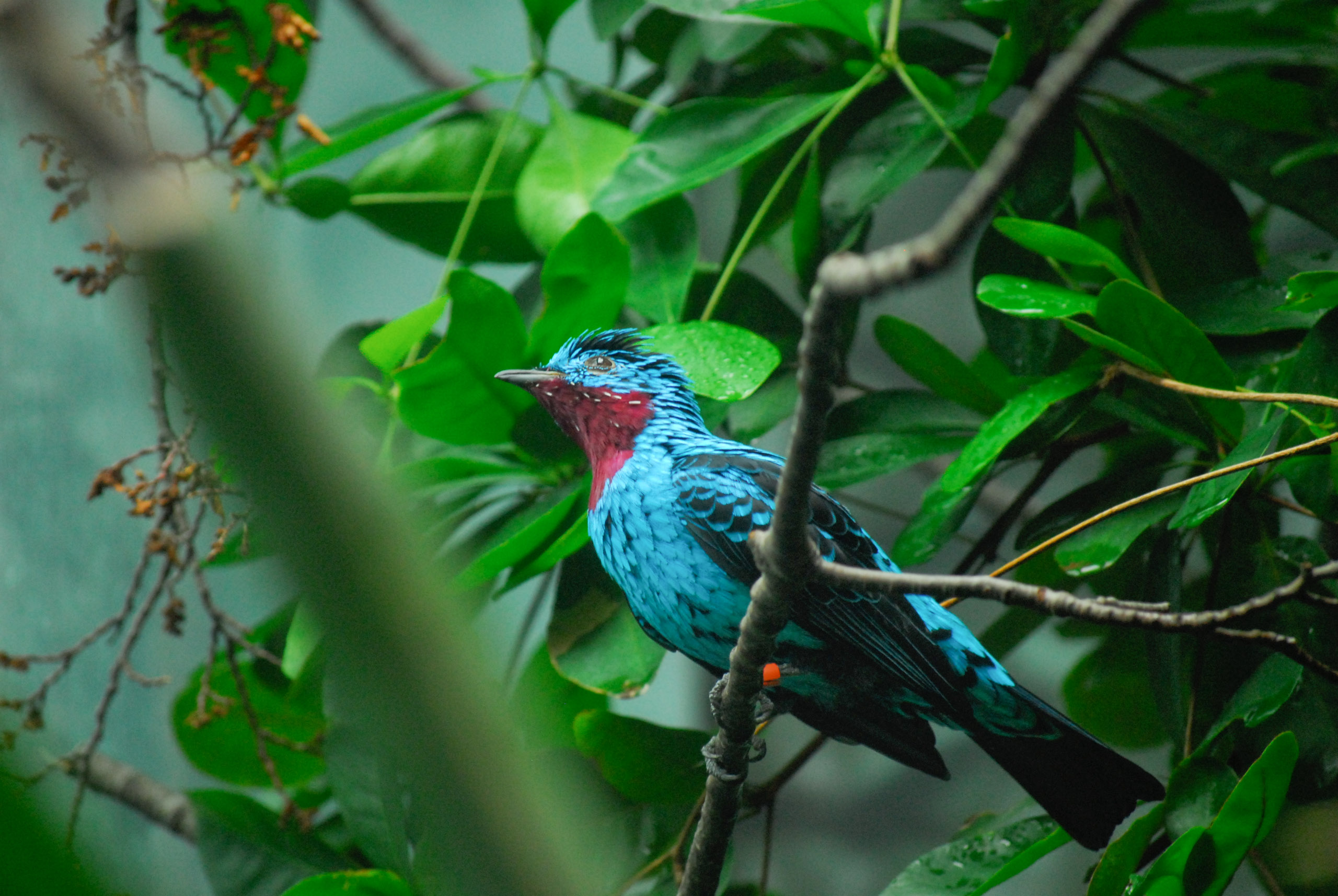
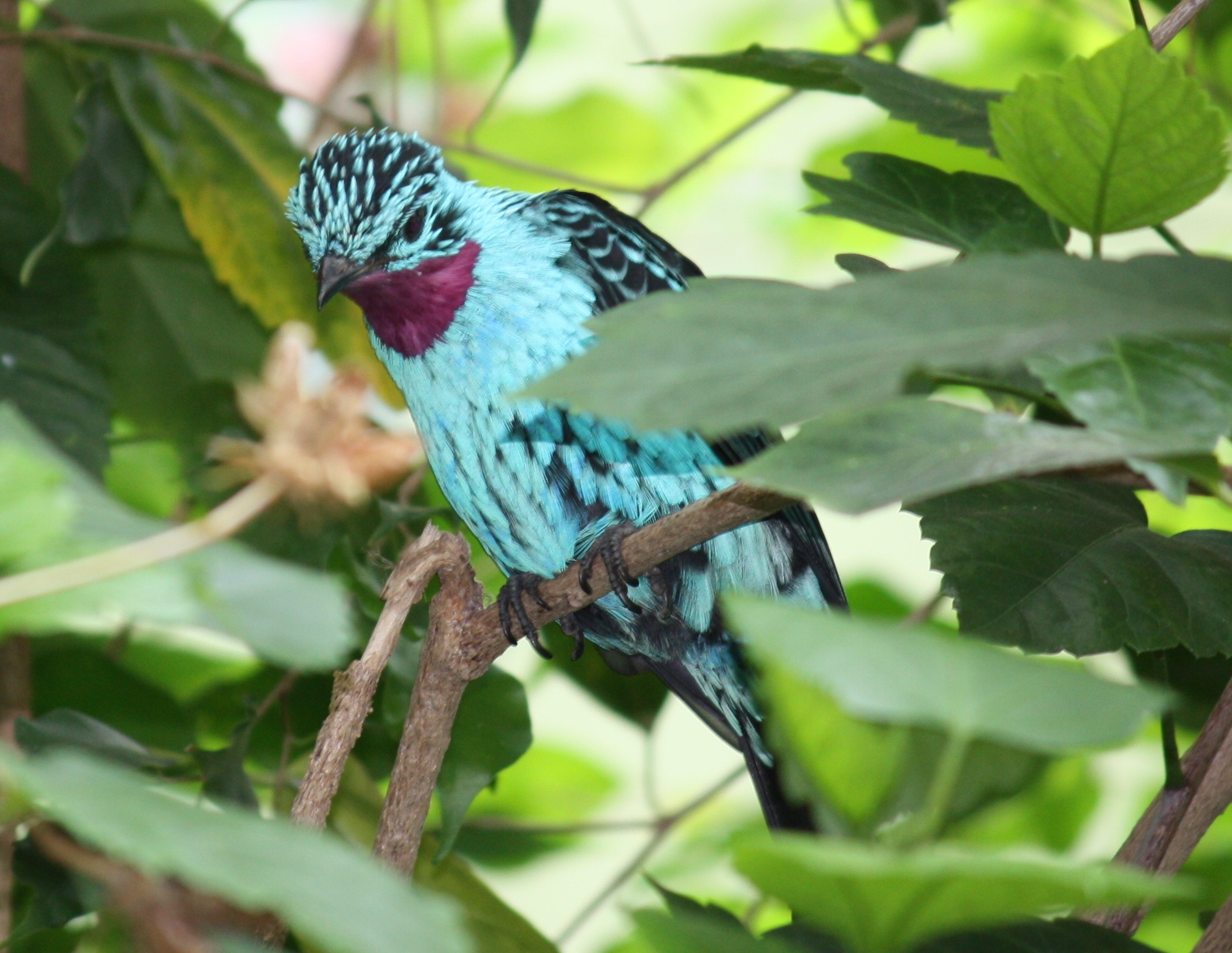
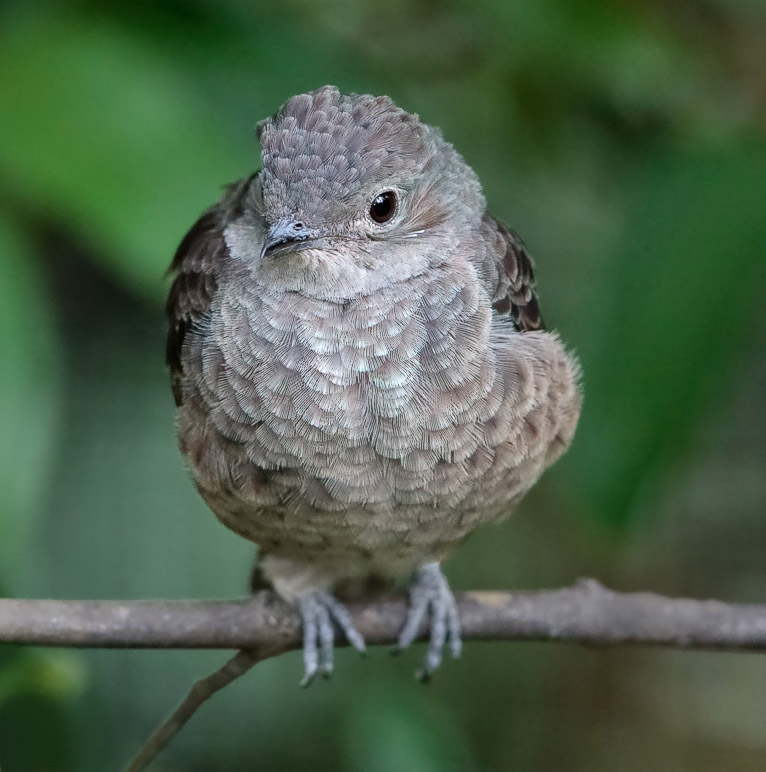
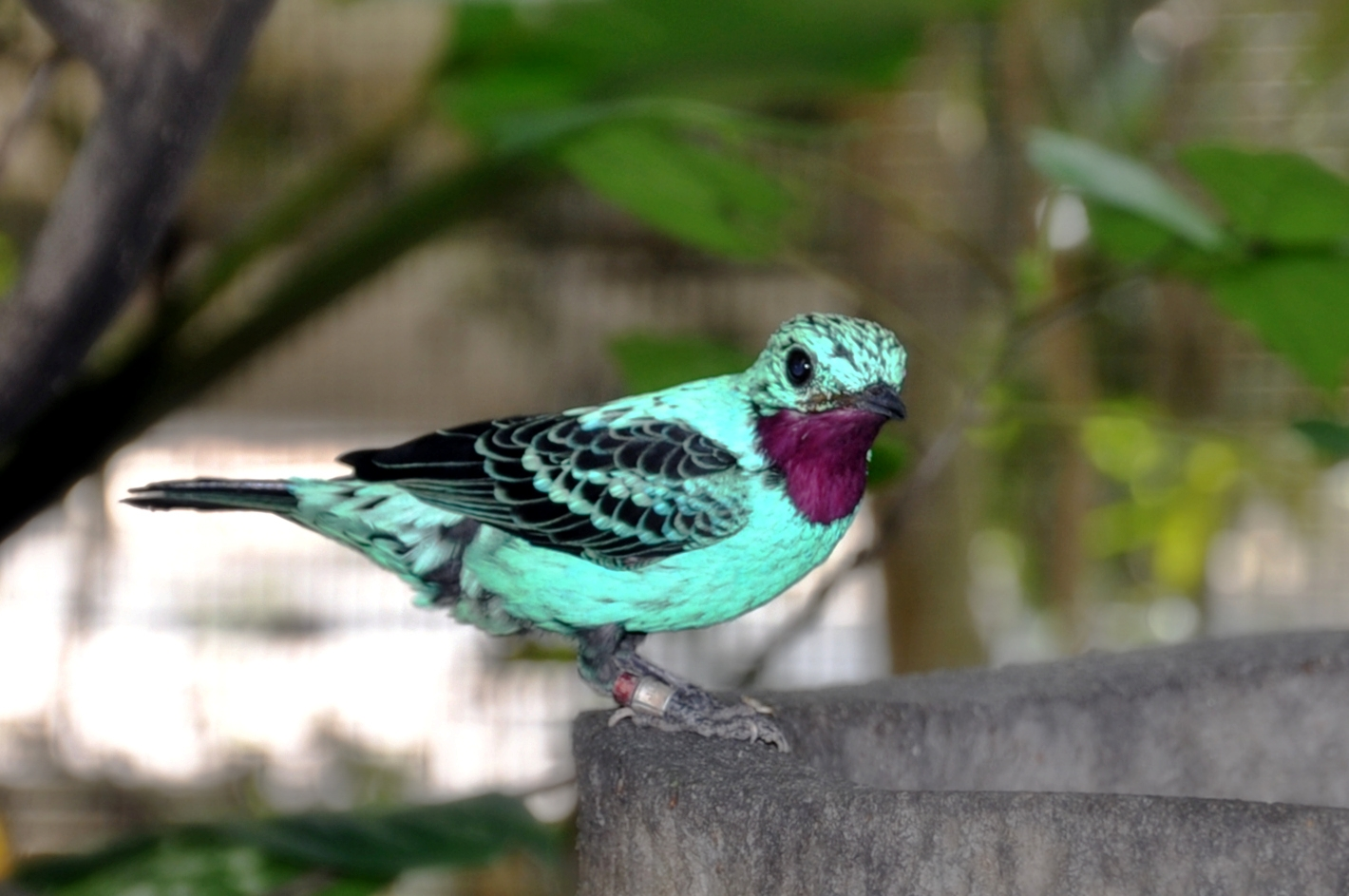